# Lituania en el Festival de la Canción de Eurovisión 2018

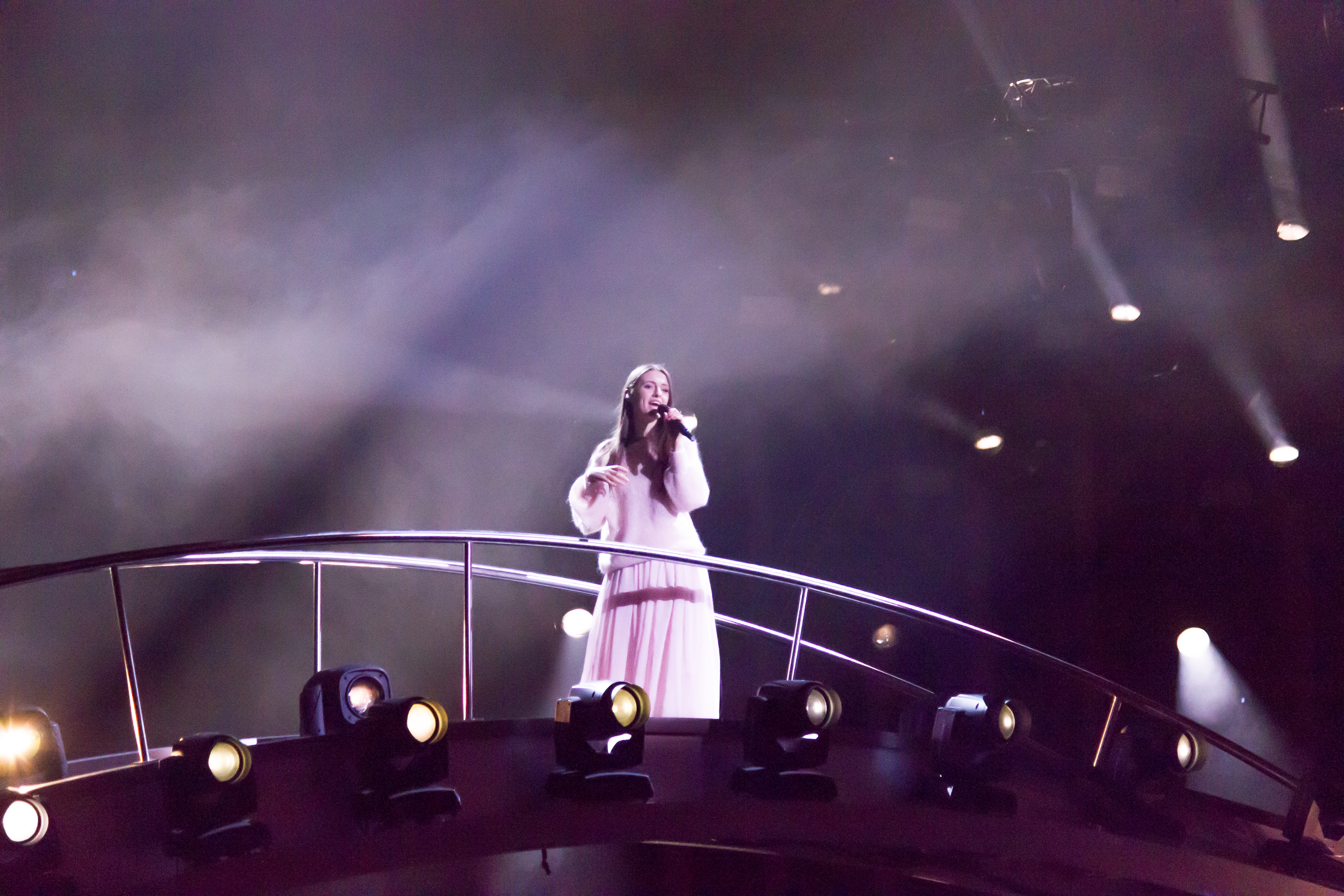

Lituania participó en el Festival de Eurovisión 2018, estando representados por Ieva Zasimauskaitė y "When We're Old". En la semifinal 1, Ieva alcanzó la novena posición con 119 puntos, con lo que llegaron en la final. Una vez en la final, lograron la decimosegunda plaza con 181 puntos.

## Eurovizijos dainų konkurso nacionalinė atranka 2018

### Temas participantes
La lista completa de participantes se publicó el 15 de enero de 2018. Una semana antes, el 8 de enero de 2018, Erica Jennings decidió retirarse de la competición, debido a discrepancias con el jurado. No obstante, su canción continuó en la competición, interpretada por Monika Marija, vencedora de la temporada 5 de la versión lituana de La Voz.
| Artista                         | Canción                           | Compositores |
| ------------------------------- | --------------------------------- | --- |
| Agnė Michalenkovaitė            | "Going On"                        | Paulius Jasiūnas, Justina Adeikytė                                                                                       |
| Audrius Petrauskas              | "In My Bones"                     | Ashley Hicklin, Michael Schulte                                                                                          |
| Aušra Difartė                   | "Someday"                         | Aušra Difartė, Ramūnas Difartas                                                                                          |
| Benas Malakauskas               | "My Memories"                     | Benas Malakauskas |
| Dainotas Varnas                 | "Merry-go-round"                  | Kasparas Meginis, Edgaras Žaltauskas, Dainotas Varnas                                                                    |
| Dangė                           | "Netikra laimė"                   | Dangė Šamonskienė |
| Donata                          | "Powerful"                        | Michael James Down, Will Taylor                                                                                          |
| E.G.O.                          | "Shake the World"                 | Karolis Šliažas, Vaidas Kalkauskaitė                                                                                     |
| ELEY                            | "This Is My Life"                 | Eglė Jakštytė, Justinas Štaras, M. Muzaitė                                                                               |
| El Fuego                        | "I Do Believe"                    | Paulius Bagdanavičius, Andrius Kairys                                                                                    |
| Elizabeth Olshey                | "Bejausmis"                       | Elžbieta Oleškevič, Dynoro                                                                                               |
| Elvina Milkauskaitė             | "So Long My Love, My Lover"       | Aminata Savadogo, Christopher Wortley, Vallo Kikas                                                                       |
| Emilija Valiukevičiūtė          | "Bye Bye"                         | Emilija Valiukevičiūtė, Jerome Thomas                                                                                    |
| Erica Jennings                  | "The Truth"                       | Erica Jennings |
| Evaldas Vaikasas                | "Blind"                           | Paulius Jasiūnas, Justina Adeikytė                                                                                       |
| Gabrielius Vagelis              | "The Distant"                     | Gabrielius Vagelis |
| GeraiGerai & Silvija Pankūnaitė | "More Than You Know"              | Vilius Tamošaitis, Silvija Pankūnaitė                                                                                    |
| Germantė Kinderytė              | "Turn It Up"                      | Sveinn Rúnar Sigurðsson, Oskar Nyman, Joel M. Isaksson, Renee Pozzi                                                      |
| Godo                            | "Fire Fountain"                   | Goda Sasnauskaitė, Jokūbas Tulaba                                                                                        |
| Greta Zazza                     | "Broken Shadows"                  | Jonas Thander, Charlie Mason                                                                                             |
| Ieva Zasimauskaitė              | "When We're Old"                  | Vytautas Bikus |
| Joyce                           | "Breathe"                         | Evelina Jocytė, Stepan Bitus                                                                                             |
| Juozas Martin                   | "Don't Give Up"                   | Juozas Martinkėnas |
| Jurgis Brūzga                   | "4Love"                           | Jurgis Brūzga, Tomas Dičiūnas, Kasparas Meginis, Edgaras Žaltauskas, Andrius Kairys                                      |
| Justin3                         | "Born to Be Wild One"             | Justinas Stanislovaitis, Mario Kernn                                                                                     |
| Justina Žukauskaitė             | "Love Doesn't Lie"                | Vytautas Karpauskas, Delphi Freeman                                                                                      |
| Kotryna Juodzevičiūtė           | "That Girl"                       | Ashley Hicklin, Marcel Závodi, Sofia Martha Maria Anessiadis, Glen Faria, Alan Roy Scott                                 |
| LJ                              | "Over Now"                        | Vytautas Diškevičius |
| Lukas Norkūnas                  | "Tegu"                            | Lukas Norkūnas |
| Marija                          | "This Love"                       | Tim Larsson, Tobias Lundgren, Christian Fast, Hayley Aitken                                                              |
| Marius Petrauskas               | "Kol meilė gyva"                  | Paulius Jasiūnas, Povilas Scerbavičius                                                                                   |
| Meda Meškauskaitė               | "Blood Roses"                     | M. Franck, Jon Are Kulsveen, Aidan O'Connor                                                                              |
| Mia                             | "Arrows"                          | Laurell Barker, Rickard Bonde Truumeel, Greig Watts                                                                      |
| Milda Martinkėnaitė             | "Hurricane"                       | Georgios Kalpakidis, Thomas Reil, Jeppe Reil, Maria Broberg                                                              |
| Milda Rasilavičiūtė             | "I Think About You"               | Jonas Talandis, Milda Rasilavičiūtė                                                                                      |
| Monee                           | "Standing Here"                   | Deivydas Zvonkus, Elena Jurgaitytė, Viktorija Lakštutė                                                                   |
| Monika Marija                   | "The Truth"                       | Erica Jennings, Vytautas Bikus                                                                                           |
| Natalija Chareckaja             | "Serious"                         | Natalija Chareckaja |
| Ofelija                         | "Butterfly"                       | Liepa Maknavičiūtė, Filip Koscak                                                                                         |
| Paula                           | "1 2 3"                           | Gytis Valickas, Paula Valentaitė, Donatas Montvydas, Oskar Nyman, Joel M. Isaksson, Sveinn Rúnar Sigurðsson, Renee Pozzi |
| Rasa Kaušiūtė                   | "The Silence"                     | Samuel Bugía Garrido, Matthew Vassallo                                                                                   |
| Rugilė Daujotaitė               | "Love Is the Flower of Life"      | Rugilė Daujotaitė, Edwin Oranje, Sjoerd Limberger, Randy Meinderts-Hendriks                                              |
| Rūta Kotryna                    | "Ghost"                           | Mia Milan, Christopher Wortley, Marcus Lindberg                                                                          |
| Ruta Loop                       | "Positive Thoughts"               | Rūta Žibaitytė, Paulius Vaicekauskas                                                                                     |
| Saulės kliošas                  | "Įkvėpk ir nepaleisk (Man gaila)" | Alvydas Mačiulskas, Paulius Volkovas, Laurynas Šarkinas, Justė Starinskaitė                                              |
| Silvija Pankūnaitė              | "Real"                            | Andreas Björkman, Adriana Pupavac, Aidan O’Connor                                                                        |
| The Roop                        | "Yes, I Do"                       | Vaidotas Valiukevičius, Robertas Baranauskas, Vainius Šimukėnas, Mantas Banišauskas                                      |
| Twosome                         | "Hello"                           | Justinas Stanislovaitis, Paulius Šinkūnas                                                                                |
| Valdas Lacko                    | "Dying Inside"                    | Niklas Bergqvist, Simon Johansson, Nikos Sofis                                                                           |
| Vidas Bareikis                  | "Pusvalanduko"                    | Vidas Bareikis |
| Živilė Gedvilaitė               | "Melody"                          | Rūta Ščiogolevaitė-Damijonaitienė                                                                                        |

### Galas

#### Rondas preliminares

##### Ronda 1 (6 de enero de 2018)
| N.º | Artista             | Canción               | Jurado | Televoto | Televoto | Total | Plaza |
| N.º | Artista             | Canción               | Jurado | Televoto | Puntos   | Total | Plaza |
| --- | ------------------- | --------------------- | ------ | -------- | -------- | ----- | ----- |
| 1   | Justin3             | "Born to Be Wild One" | 4      | 197      | 2        | 6     | 10    |
| 2   | Monee               | "Standing Here"       | 1      | 184      | 1        | 2     | 11    |
| 3   | Germantė Kinderytė  | "Turn It Up"          | 0      | 748      | 10       | 10    | 5     |
| 4   | Godo                | "Fire Fountain"       | 12     | 732      | 8        | 20    | 2     |
| 5   | Lukas Norkūnas      | "Tegu"                | 8      | 282      | 4        | 12    | 4     |
| 6   | Meda Meškauskaitė   | "Blood Roses"         | 0      | 91       | 0        | 0     | 13    |
| 7   | Benas Malakauskas   | "My Memories"         | 3      | 512      | 6        | 9     | 6     |
| 8   | Milda Rasilavičiūtė | "I Think About You"   | 6      | 561      | 7        | 13    | 3     |
| 9   | Dangė               | "Netikra laimė"       | 0      | 110      | 0        | 0     | 12    |
| 10  | Natalija Chareckaja | "Serious"             | 7      | 172      | 0        | 7     | 8     |
| 11  | Aušra Difartė       | "Someday"             | 5      | 242      | 3        | 8     | 7     |
| 12  | Evaldas Vaikasas    | "Blind"               | 2      | 369      | 5        | 7     | 9     |
| 13  | Ieva Zasimauskaitė  | "When We're Old"      | 12     | 1086     | 12       | 24    | 1     |

##### Ronda 2 (20 de enero de 2018)
| N.º | Artista                | Canción                           | Jurado | Televoto | Televoto | Total | Plaza |
| N.º | Artista                | Canción                           | Jurado | Televoto | Puntos   | Total | Plaza |
| --- | ---------------------- | --------------------------------- | ------ | -------- | -------- | ----- | ----- |
| 1   | Juozas Martin          | "Don't Give Up"                   | 8      | 202      | 4        | 12    | 5     |
| 2   | Justina Žukauskaitė    | "Love Doesn't Lie"                | 0      | 61       | 0        | 0     | 11    |
| 3   | Elvina Milkauskaitė    | "So Long My Love, My Lover"       | 2      | 143      | 3        | 5     | 9     |
| 4   | LJ                     | "Over Now"                        | 1      | 74       | 1        | 2     | 10    |
| 5   | Rūta Kotryna           | "Ghost"                           | 5      | 126      | 2        | 7     | 8     |
| 6   | Saulės kliošas         | "Įkvėpk ir nepaleisk (Man gaila)" | 12     | 435      | 6        | 18    | 1     |
| 7   | Twosome                | "Hello"                           | 10     | 643      | 8        | 18    | 2     |
| 8   | Paula                  | "1 2 3"                           | 6      | 678      | 12       | 18    | 3     |
| 9   | Audrius Petrauskas     | "In My Bones"                     | 7      | 244      | 5        | 12    | 6     |
| 10  | Elizabeth Olshey       | "Bejausmis"                       | 3      | 643      | 10       | 13    | 4     |
| 11  | Mia                    | "Arrows"                          | 4      | 541      | 7        | 11    | 7     |
| 12  | Emilija Valiukevičiūtė | "Bye Bye"                         | 0      | 49       | 0        | 0     | 12    |

##### Ronda 3 (27 de enero de 2018)
| N.º | Artista                         | Canción              | Jurado | Televoto | Televoto | Total | Plaza |
| N.º | Artista                         | Canción              | Jurado | Televoto | Puntos   | Total | Plaza |
| --- | ------------------------------- | -------------------- | ------ | -------- | -------- | ----- | ----- |
| 1   | Vidas Bareikis                  | "Pusvalanduko"       | 7      | 444      | 5        | 12    | 6     |
| 2   | Donata                          | "Powerful"           | 0      | 54       | 0        | 0     | 12    |
| 3   | Agnė Michalenkovaitė            | "Going On"           | 7      | 526      | 10       | 17    | 2     |
| 4   | GeraiGerai & Silvija Pankūnaitė | "More Than You Know" | 8      | 496      | 7        | 15    | 4     |
| 5   | ELEY                            | "This Is My Life"    | 3      | 73       | 1        | 4     | 9     |
| 6   | E.G.O.                          | "Shake the World"    | 0      | 67       | 0        | 0     | 11    |
| 7   | Živilė Gedvilaitė               | "Melody"             | 2      | 621      | 12       | 14    | 5     |
| 8   | Joyce                           | "Breathe"            | 4      | 175      | 2        | 6     | 8     |
| 9   | Valdas Lacko                    | "Dying Inside"       | 1      | 399      | 3        | 4     | 10    |
| 10  | Milda Martinkėnaitė             | "Hurricane"          | 5      | 405      | 4        | 9     | 7     |
| 11  | Gabrielius Vagelis              | "The Distant"        | 10     | 476      | 6        | 16    | 3     |
| 12  | Greta Zazza                     | "Broken Shadows"     | 12     | 502      | 8        | 20    | 1     |

##### Ronda 4 (3 de febrero de 2018)
| N.º | Artista               | Canción                      | Jurado | Televoto | Televoto | Total | Plaza |
| N.º | Artista               | Canción                      | Jurado | Televoto | Puntos   | Total | Plaza |
| --- | --------------------- | ---------------------------- | ------ | -------- | -------- | ----- | ----- |
| 1   | Rūta Loop             | "Positive Thoughts"          | 4      | 794      | 5        | 9     | 6     |
| 2   | Jurgis Brūzga         | "4Love"                      | 12     | 771      | 4        | 16    | 2     |
| 3   | Ofelija               | "Butterfly"                  | 0      | 607      | 2        | 2     | 11    |
| 4   | Dainotas Varnas       | "Merry-go-round"             | 5      | 737      | 3        | 8     | 7     |
| 5   | Rugilė Daujotaitė     | "Love Is the Flower of Life" | 0      | 313      | 0        | 0     | 13    |
| 6   | Kotryna Juodzevičiūtė | "That Girl"                  | 8      | 833      | 6        | 14    | 5     |
| 7   | Marius Petrauskas     | "Kol Meilė Gyva"             | 2      | 554      | 1        | 3     | 10    |
| 8   | Silvija Pankūnaitė    | "Real"                       | 1      | 368      | 0        | 1     | 12    |
| 9   | El Fuego              | "I Do Believe"               | 0      | 939      | 7        | 7     | 8     |
| 10  | Marija                | "This Love"                  | 8      | 1325     | 8        | 16    | 3     |
| 11  | Rasa Kaušiūtė         | "The Silence"                | 3      | 417      | 0        | 3     | 9     |
| 12  | The Roop              | "Yes, I Do"                  | 6      | 1347     | 10       | 16    | 4     |
| 13  | Monika Marija         | "The Truth"                  | 10     | 1354     | 12       | 22    | 1     |

#### Cuartos de final

##### Ronda 5 (10 de febrero de 2018)
| N.º | Artista                         | Canción              | Jurado | Televoto | Televoto | Total | Plaza |
| N.º | Artista                         | Canción              | Jurado | Televoto | Puntos   | Total | Plaza |
| --- | ------------------------------- | -------------------- | ------ | -------- | -------- | ----- | ----- |
| 1   | Twosome                         | "Hello"              | 7      | 660      | 4        | 11    | 5     |
| 2   | Milda Rasilavičiūtė             | "I Think About You"  | 1      | 383      | 2        | 3     | 9     |
| 3   | Silvija Pankūnaitė & GeraiGerai | "More Than You Know" | 3      | 789      | 8        | 11    | 6     |
| 4   | Lukas Norkūnas                  | "Tegu"               | 5      | 447      | 3        | 8     | 8     |
| 5   | Paula                           | "1 2 3"              | 6      | 693      | 6        | 12    | 4     |
| 6   | Benas Malakauskas               | "My Memories"        | 0      | 321      | 1        | 1     | 11    |
| 7   | Godo                            | "Fire Fountain"      | 10     | 721      | 7        | 17    | 3     |
| 8   | Germantė Kinderytė              | "Turn It Up"         | 0      | 186      | 0        | 0     | 12    |
| 9   | Vidas Bareikis                  | "Pusvalanduko"       | 5      | 687      | 5        | 10    | 7     |
| 10  | Juozas Martin                   | "Don't Give Up"      | 2      | 197      | 0        | 2     | 10    |
| 11  | Kotryna Juodzevičiūtė           | "That Girl"          | 12     | 837      | 10       | 22    | 1     |
| 12  | Jurgis Brūzga                   | "4Love"              | 10     | 1244     | 12       | 22    | 2     |

##### Ronda 6 (17 de febrero de 2018)
| N.º | Artista              | Canción                           | Jurado | Televoto | Televoto | Total | Plaza |
| N.º | Artista              | Canción                           | Jurado | Televoto | Puntos   | Total | Plaza |
| --- | -------------------- | --------------------------------- | ------ | -------- | -------- | ----- | ----- |
| 1   | Živilė Gedvilaitė    | "Melody"                          | 1      | 344      | 1        | 2     | 12    |
| 2   | Audrius Petrauskas   | "In My Bones"                     | 7      | 231      | 0        | 7     | 8     |
| 3   | Agnė Michalenkovaitė | "Going On"                        | 1      | 510      | 3        | 4     | 10    |
| 4   | Saulės kliošas       | "Įkvėpk ir nepaleisk (Man gaila)" | 10     | 740      | 6        | 16    | 3     |
| 5   | Greta Zazza          | "Broken Shadows"                  | 4      | 589      | 4        | 8     | 7     |
| 6   | Ruta Loop            | "Positive Thoughts"               | 3      | 287      | 0        | 3     | 11    |
| 7   | Marija               | "This Love"                       | 0      | 2722     | 12       | 12    | 5     |
| 8   | The Roop             | "Yes, I Do"                       | 6      | 2496     | 10       | 16    | 4     |
| 9   | Elizabeth Olshey     | "Bejausmis"                       | 2      | 472      | 2        | 4     | 9     |
| 10  | Monika Marija        | "The Truth"                       | 10     | 1399     | 7        | 17    | 2     |
| 11  | Gabrielius Vagelis   | "The Distant"                     | 5      | 688      | 5        | 10    | 6     |
| 12  | Ieva Zasimauskaitė   | "When We're Old"                  | 12     | 2029     | 8        | 20    | 1     |

#### Repesca en línea (19-21 de febrero de 2018)
El 19 de febrero de 2018, la cadena lituana decidió abrir una repesca en línea para devolver a dos artistas a la competición, cerrándose la votación el 21 de febrero de 2018. Finalmente, Greta Zazza y Ruta Loop retornaron a la competición.
| Artista              | Canción              | Total | Plaza |
| -------------------- | -------------------- | ----- | ----- |
| Vidas Bareikis       | "Pusvalanduko"       | 3730  | 3     |
| Lukas Norkūnas       | "Tegu"               |       |       |
| Milda Rasilavičiūtė  | "Thinking About You" |       |       |
| Juozas Martin        | "Don't Give Up"      |       |       |
| Germantė Kinderytė   | "Turn It Up"         |       |       |
| Benas Malakauskas    | "My Memories"        |       |       |
| Živilė Gedvilaitė    | "Melody"             |       |       |
| Audrius Petrauskas   | "In My Bones"        |       |       |
| Agnė Michalenkovaitė | "Going On"           |       |       |
| Greta Zazza          | "Broken Shadows"     | 4484  | 1     |
| Ruta Loop            | "Positive Thoughts"  | 3928  | 2     |
| Elizabeth Olshey     | "Bejausmis"          |       |       |

#### Semifinales

##### Semifinal 1 (24 de febrero de 2018)
| N.º | Artista                         | Canción              | Jurado | Televoto | Televoto | Total | Plaza |
| N.º | Artista                         | Canción              | Jurado | Televoto | Puntos   | Total | Plaza |
| --- | ------------------------------- | -------------------- | ------ | -------- | -------- | ----- | ----- |
| 1   | Gabrielius Vagelis              | "The Distant"        | 4      | 486      | 4        | 8     | 7     |
| 2   | GeraiGerai & Silvija Pankūnaitė | "More Than You Know" | 6      | 1120     | 7        | 13    | 6     |
| 3   | Kotryna Juodzevičiūtė           | "That Girl"          | 10     | 912      | 6        | 16    | 3     |
| 4   | The Roop                        | "Yes, I Do"          | 7      | 2664     | 12       | 19    | 2     |
| 5   | Godo                            | "Fire Fountain"      | 8      | 746      | 5        | 13    | 5     |
| 6   | Greta Zazza                     | "Broken Shadows"     | 6      | 1220     | 8        | 14    | 4     |
| 7   | Jurgis Brūzga                   | "4Love"              | 12     | 1648     | 10       | 22    | 1     |

##### Semifinal 2 (3 de marzo de 2018)
| N.º | Artista            | Canción                           | Jurado | Televoto | Televoto | Total | Plaza |
| N.º | Artista            | Canción                           | Jurado | Televoto | Puntos   | Total | Plaza |
| --- | ------------------ | --------------------------------- | ------ | -------- | -------- | ----- | ----- |
| 1   | Marija             | "This Love"                       | 5      | 2463     | 8        | 13    | 5     |
| 2   | Twosome            | "Hello"                           | 8      | 1526     | 7        | 15    | 4     |
| 3   | Ieva Zasimauskaitė | "When We're Old"                  | 12     | 2705     | 12       | 24    | 1     |
| 4   | Paula              | "1 2 3"                           | 10     | 1456     | 6        | 16    | 3     |
| 5   | Saulės Kliošas     | "Įkvėpk ir Nepaleisk (Man gaila)" | 6      | 1344     | 5        | 11    | 6     |
| 6   | Ruta Loop          | "Positive Thoughts"               | 4      | 297      | 4        | 8     | 7     |
| 7   | Monika Marija      | "The Truth"                       | 7      | 2518     | 10       | 17    | 2     |

#### Final (11 de marzo de 2018)
La final tuvo lugar en el Žalgirio Arena de Kaunas. Ieva Zasimauskaitė se llevó la victoria con "When We're Old", logrando así representar a Lituania en Eurovisión 2018.
| N.º | Artista               | Canción          | Jurado           | Jurado | Televoto | Televoto | Total | Plaza |
| N.º | Artista               | Canción          | Votos del jurado | Puntos | Televoto | Puntos   | Total | Plaza |
| --- | --------------------- | ---------------- | ---------------- | ------ | -------- | -------- | ----- | ----- |
| 1   | Monika Marija         | "The Truth"      | 62               | 8      | 13755    | 8        | 16    | 4     |
| 2   | Kotryna Juodzevičiūtė | "That Girl"      | 46               | 6      | 1390     | 6        | 12    | 5     |
| 3   | The Roop              | "Yes, I Do"      | 50               | 7      | 16491    | 10       | 17    | 3     |
| 4   | Paula                 | "1 2 3"          | 38               | 5      | 1160     | 5        | 10    | 6     |
| 5   | Jurgis Brūzga         | "4love"          | 71               | 12     | 5382     | 7        | 19    | 2     |
| 6   | Ieva Zasimauskaitė    | "When We're Old" | 70               | 10     | 20335    | 12       | 22    | 1     |

## En Eurovisión
El Festival de la Canción de Eurovisión 2018 tuvo lugar en el Altice Arena de Lisboa, Portugal y consistió en dos semifinales el 8 y 10 de mayo y la final el 12 de mayo de 2018. De acuerdo con las reglas de Eurovisión, todas las naciones con excepción del país anfitrión y los "5 grandes" (Big Five) deben clasificarse en una de las dos semifinales para competir en la final; los diez mejores países de cada semifinal avanzan a esta final. Lituania obtuvo una novena posición en la semifinal 1 con 119 puntos y una decimosegunda posición en la final con 181 puntos.